# مسجد العثماني (ميدان)
المسجد العثماني هو أحد المساجد في مدينة ميدان عاصمة سومطرة الشمالية في إندونيسيا، ويعرف المسجد أيضا باسم مسجد لابوان الجامع بسبب موقعها في منطقة ميدان لابوان .

## الموقع
يقع المسجد في مدينة ميدان عاصمة سومطرة الشمالية على طريق كيه ال يوس سودارسوا القديم، يبعد عن لابوان بيكان نحو 20 كيلومتر إلى الشمال من مدينة ميدان، أمام المسجد هناك المدرسة تسمى مدرسة ياسبي (مؤسسة البحوث الإسلامية)، وأمام المسجد هناك طريق يؤدي إلى سوق وميناء الضرائب، ويعد المسجد العثماني أقدم مسجد في مدينة ميدان.

## البناء
بني المسجد العثماني في عام 1854 من قبل ملك ديلي السابع السلطان عثمان علم بركاسا، واستخدام في بناء المسجد الخشب، ثم في الفترة بين أعوام (1870 - 1872) تم تجديد المسجد مصنوعة من الخشب ليكون بناء دائم من قبل نجل السلطان عثمان السلطان محمود بركاسا الذي أصبح فيما بعد ملك ديلي الثامن، حتى الآن يستخدم المسجد فقط كمكان للعبادة، وكان يستخدم أيضا كمكان للذكرى والاحتفال بالأعياد الدينية ومكان المغادرة الحجاج إلى الحج .

## العمارة
عندما تم بناء أول مرة كان حجم المسجد 16 متر في 16 متر، ثم قام السلطان محمود ملك ديلي الثامن بإجراء ترميم ضخم للمسجد عن طريق المهندس المعماري الألماني لاتجرياس، وتم بناء أساس دائم للمسجد مع مواد أولية استوردت من أوروبا وإيران، وتم توسيع حجمه إلى 26 متر في 26 متر، وتم الانتهاء من تحديثه في عام 1872 .
وقد تم تنفيذ أعمال الترميم عدة مرات، تم ذلك من دون التخلي عن الهيكل الأصلي للمبنى الذي هو مزيج من العمارة العربية والهندية والإسبانية والماليزية والصينية، منمجموعة هذه العمارات الأربع تمثلت العمارة في السجد العثماني فهناك أبواب المسجد ذات الزخرفة الصينية، وهناك المنحوتات الهندية التي تم بنائها بدقة، والعمارة على النمط الأوروبي والعربي وفق تصميم فريد من نوعه، وتم على الطراز الهندي إضافة النحاس على القبة، وتتكون القبة من نحاس يصل وزنه إلى 2.5 طن .